# Replisoma

Esquema que mostra la síntesi d'ADN

Un replisoma és una màquina molecular complexa que s'encarrega del procés de replicar l'ADN actuant com una sola unitat. Està composta per una sèrie de components que actuen en cadena, cadascun d'ells amb una funció concreta assignada.

## Funcionament
- En primer lloc l'helicasa, desenrotlla l'hèlix espiral.
- Dos anells proteics (anomenats antígens nuclears de cèl·lules en proliferació (ANCP) en el cas de les eucariotes i complex β en el cas dels bacteris) encerclen l'ADN i llisquen enganxant-se a cada una de les dues polimerases III d'ADN perquè aquestes es vagin acoblant al procés.
- La polimerasa III d'ADN (a l'esquema "Pol alfa" i "Pol beta", pindades en groc) trenca els enllaços individuals
- La primasa (en procariotes) sintetitza els encebadors necessaris per iniciar els fragments d'Okazaki. En cas d'eucariotes, aquesta funció és duta a terme per la polimerasa alfa d'ADN.
- La polimerasa I d'ADN (polimerasa procariota) gairebé finalitza els fragments d'Okazaki i treu els encebadors, que ja no són necessaris, gràcies a la seva capacitat d'exonucleació
- La ligasa completa aquests fragments, relacionant-los entre ells per mitjà d'enllaços covalents.
- Intervenen les proteïnes d'unió a cadena simple a cada una de les dues cadenes simples que posteriorment formaran la doble cadena, després doble hèlix.
- Finalment la girasa (una forma de topoisomerasa) uneix les dues parts de la cadena final obtinguda i l'enrotlla en espiral.